# Закриті двері
«Закриті двері» (англ. The Locked Door) — американський детектив режисера Джорджа Фіцморіса 1929 року.

## Сюжет
На її першій річниці Енн Рейган вважає, що її невістка бере участь в темних справах з її минулого, і вирішує втрутитися.

## У ролях
- Род Ла Рок — Френк Деверо
- Барбара Стенвік — Енн Картер
- Вільям «Стейдж» Бойд — Лоуренс Рейган
- Бетті Бронсон — Гелен Рейган
- Гаррі Стаббс — офіціант
- Гаррі Местейр — прокурор округу
- Мак Свейн — власник готелю
- Джордж Банні — камердинер
- Пернелл Претт — офіцер поліції
- Фред Воррен — фотограф